# 大喜利22バンケット
大喜利22バンケットは、落語家の鈴々舎馬るこにより、2021年9月1日からYouTubeで配信されている、落語家らによる大喜利番組。

## 概要と特徴
- 番組は、落語協会真打の鈴々舎馬るこが司会、企画・制作、プロデュース。自らが配信している。
- 落語立川流真打の立川こしらが2020年3月28日から始めた大喜利セーフ22の派生番組として、それまで大喜利セーフ22が配信していた水曜日の枠を譲り受ける形でスタートした。
- 他の大喜利セーフ22グループ番組と同様、落語家がそれぞれ自宅から番組に出演し、送金サービスpringや通販サイトを活用した「投げ銭システム」「番組スポンサー」により、コロナ禍による仕事の激減で困窮する落語家を支える存在となった。
- 大喜利セーフ22同様、リモート会議システムZoomにより、出演者が自宅などから接続。その画面を、OBSによりオリジナルレイアウトの映像が制作され、ストリーミング配信される。
- 生配信された番組は、鈴々舎馬るこが開くYouTubeチャンネル「まるっと馬るこ」[1]にアーカイブされ、一大娯楽コンテンツを形成している。

## 番組スタートの経緯
- 鈴々舎馬るこがレギュラー出演していた「大喜利セーフ22」が、2021年8月27日に200回目の配信を迎えたことを機に、9月以降の水曜日の配信枠を、鈴々舎馬るこの「大喜利22バンケット」とすることを決めた。
- 鈴々舎馬るこは、同年春頃より、自らの発信によるストリーミング生配信に目覚めており、7月13日には立川こしらからノートPCを無料で譲受[2]。番組制作のためのOBS操作も、こしらから公開で指南を受けた[3]

## 主な出演者
鈴々舎馬るこ、橘屋圓十郎、三遊亭遊七、立川志獅丸、立川志ら門、桂優々、桂竹千代、ホーキング青山、旭堂鱗林、落語家らむ音など

## スピンオフ企画

### 大喜利22バンケット落語会
（この節の出典：）
- 馬るこ主宰の「大喜利22バンケット」出演陣による落語会。 訳あって、馬るこがこの日・この会場で会を開く必要に迫られ、企画された。
- 2021年11月2日 19:00開演
- 東京・池袋「ヤマノミュージックサロン池袋」